# Bahçesaray (Van)
Bahçesaray (türkisch für „Gartenpalast“, früher Müküs, armenisch Մոկս Moks, kurdisch Mikis oder Miks) ist eine Stadtgemeinde (Belediye) im gleichnamigen Landkreis der türkischen Provinz Van und gleichzeitig ein Stadtbezirk der 2012 geschaffenen Büyükşehir belediyesi Van (Großstadtgemeinde/Metropolprovinz). Seit der Gebietsreform 2013 ist die Gemeinde flächen- und einwohnermäßig identisch mit dem Landkreis.
Bahçesaray liegt im Südwesten der Provinz und grenzt an die Provinzen Bitlis und Siirt. Die Gemeinde bestand bis Ende 2012 neben der Kreisstadt aus 19 Dörfern (Köy), die im Zuge der Verwaltungsreform von 2013 in Mahalle überführt wurden. Ihnen steht als höchster Beamter ein Muhtar vor. Die Zahl der Mahalle stieg seit 2012 von 1 auf 20. Im Durchschnitt wird jedes Mahalle von 719 Menschen bewohnt, das größte ist İslam Mah. mit 3.089 Einwohnern. Dieses Mahalle existierte bereits als das einzige Mahalle des "alten" Bahçesaray.
Der kurdische und der frühere türkische Ortsname sind eine Variante des ursprünglich armenischen Namens.
Etwa fünf Kilometer südöstlich der Gemeinde befindet sich die Ruine des armenischen Klosters Tzpativank, türkisch Beyaz Kilise, das im 10. Jahrhundert gegründet wurde. Dazu gehörte eine Erlöserkirche, eine langgestreckte Saalkirche mit halbrunder Apsis, ein vorgelagerter quadratischer Gawit und eine an dessen Südwand angebaute Täuferkapelle.
In einer abgelegenen Bergregion südwestlich von Bahçesaray liegt das ehemalige armenische Kloster Aparank („Palast“), das ebenfalls im 10. Jahrhundert gegründet wurde. Der sakrale Gebäudekomplex bestand aus der Täuferkirche, auf beiden Seiten angebauten Kapellen und einem Gawit im Westen.
Im Februar 2020 ereignete sich ein Lawinenunglück bei Bahçesaray.

## Persönlichkeiten
- Feqiyê Teyran (1590–1660), kurdischer Dichter
- Han Mahmud († 1866), kurdischer Fürst
- Sinan Çetin (* 1953), Filmregisseur, Produzent und Schauspieler